# Бояничі
Бояничі — село в Україні, у Шептицькому районі Львівської області. Населення становить 433 особи. Село знаходиться у підпорядкуванні Опільської сільської ради. 

## Історія
На околиці села знайдено пізньопалеолітичну стоянку. Її культурний шар, щоправда, зберігся погано.
Перша письмова згадка про село датується 1469 роком.
У період Другої Речі Посполитої до 1934 року Бояничі були самостійною гмінною одиницею. Після цього увійшли до складу збірної сільської гміни Хоробрів Сокальського повіту Львівського воєводства.
Після Другої світової війни село опинилося у складі Польщі. 6-15 липня 1947 року під час операції «Вісла» польська армія виселила з Бояничів на щойно приєднані до Польщі північно-західні терени 44 українців. У селі залишилося 18 поляків.
За радянсько-польським обміном територіями 15 лютого 1951 року село передане до УРСР, а частина польського населення переселена до Нижньо-Устрицького району, включеного до складу ПНР.

## Назва
У 1989 року село перейменовано з Баяничі на Бояничі.

## Населення

### Мова
Розподіл населення за рідною мовою за даними перепису 2001 року:
| Мова       | Кількість | Відсоток |
| ---------- | --------- | -------- |
| українська | 431       | 99.54%   |
| російська  | 2         | 0.46%    |
| Усього     | 433       | 100%     |

## Визначні об'єкти
- Бояницька початкова школа[8]
- Церква Святого Миколая,[9] збудована у 1910 році.[10]